# The Master Key

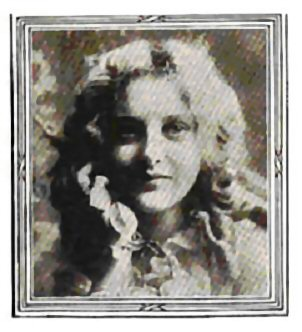
Ella Hall, que personifica Ruth Gallon no seriado.

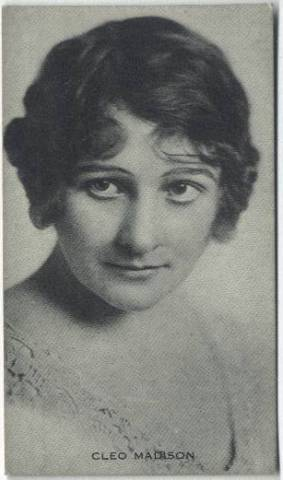
Cleo Madison.

The Master Key é um seriado estadunidense de 1914, gênero ação, dirigido e estrelado por Robert Z. Leonard, que atua ao lado de Ella Hall, sendo o terceiro seriado produzido pela Universal Pictures. Esse seriado é considerado perdido, pois apenas fragmentos estão preservados na Library of Congress.

## Sinopse
Um vaso oriental contém instruções secretas para um rico filão de minérios. Depois de encontrar um rico filão de ouro, Tom Gallon (Wilbur Higby) atira em seu parceiro Harry Wilkerson (Harry Carter) e foge de barco a partir de San Francisco, com medo de ser acusado de assassinato.
Anos mais tarde, Gallon, que perdera a chave do baú que continha o vaso em um naufrágio, ainda sofre com a incômoda suspeita de que Wilkerson ainda possa estar vivo. E, realmente, a vítima do suposto assassinato se transforma em superintendente de minas, tendo em mente a ideia da chantagem em sua mente, ao lado da tempestuosa Jean Darnell (Jean Hathaway).
John Dore (interpretado pelo diretor Robert Z. Leonard), um engenheiro de minas que vem para o resgate da inevitável donzela em apuros, Ruth (Ella Hall), filha de Tom Gallon. A batalha se segue, com o nefasto Wilkerson levando John e Ruth de Nova York a San Francisco e a Los Angeles, mostrando ser uma das peças mais populares de escapismo dos seriados do início da era silenciosa. O futuro astro Jack Holt teve no filme uma das suas primeiras oportunidades, como o capanga de vilões.

## Elenco
- Robert Z. Leonard - John Dore
- Ella Hall - Ruth Gallon
- Harry Carter - Harry Wilkerson
- Jean Hathaway - Jean Darnell
- Alfred Hickman - Charles Everett
- Wilbur Higby - Tom Gallon
- Charles Manley - Tom Kane
- Jack Holt - Donald Faversham
- Jim Corey - Wah Sing
- Allan Forrest
- Mack V. Wright
- Rupert Julian
- Cleo Madison
- Edward A. Mills
- James Robert Chandler - (creditado como Robert Chandler)
- Marc Robbins

## Capítulos
1. Gold Madness
2. A Ship Wreck and Wrecked Hopes
3. The Ghost Appears
4. Over the Divide
5. The Lost Vein
6. Wilkerson Strikes
7. The Battle in the Dark
8. The Struggle on the Roof
9. Arrested for Murder
10. The Fight for the Mine
11. The Secret of the Chest
12. The Quest for the Idol
13. A Queer Alliance
14. The God Takes All
15. Fate Unlocks the Doors

## Produção
Enquanto o seriado era exibido nos cinemas, o romance de John Fleming Williams, com o mesmo nome, era publicado em série nos jornais. Mais tarde, foi publicado como livro, com fotos do seriado.
Em 1945, foi produzido outro seriado, com o mesmo nome.

## O Seriado no Brasil
A estreia no Brasil foi no Íris Theatre, São Paulo, em 3 de dezembro de 1915, sob o título A Chave Mestra, veiculando até 24 de janeiro de 1916.